# نزهه بدوان
نزهه بدوان (عربی: نزهة بدوان؛ زادهٔ ۱۸ سپتامبر ۱۹۶۹) دونده دو با مانع اهل مراکش بود.